# Santana do Garambéu
Santana do Garambéu est une municipalité brésilienne de l'État du Minas Gerais et la microrégion de São João del-Rei.